# Celkové anestetikum
Celkové anestetikum je látka určená k navození celkové anestezie, tedy vyřazení veškerého čití bolestivého i senzitivního s vyřazením vědomí.

## Anestetika pro inhalační anestezii

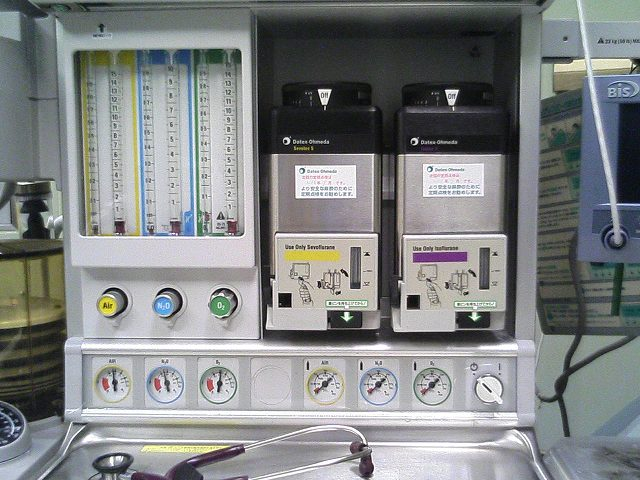
Odpařovače pro prchavá anestetika - fialový pro isofluran, žlutý pro sevofluran. Vlevo trubicové průtokoměry pro vzduch, rajský plyn a kyslík

Inhalační anestetika dělíme na anestetické plyny a prchavá anestetika. Zavádějí se do dýchacích cest a plic nemocného. Odtud přestupují přes alveolokapilární membránu do krve, která je distribuuje k mozku a dalším orgánům. Rychlost nástupu anestezie závisí kromě fyzikálních a chemických vlastností anestetika i na ventilačních, difuzních a perfuzních podmínkách plic (na větrání a rozvodu směsi, stavu alveolokapilární membrány a prokrvení plic).
Po ukončení přívodu anestetik jsou tato částečně v nezměněné formě vylučována plícemi (vydýchána), částečně procházejí biotransformací v játrech a jejich metabolity jsou vylučovány ledvinami, částečně i žlučí.

### Běžně používaná inhalační anestetika
| Anestetikum  | Bod varu (°C) |
| ------------ | ------------- |
| halotan      | 50            |
| enfluran     | 56            |
| isofluran    | 49            |
| oxid dusný   | −88           |
| diethylether | 35            |
| sevofluran   | 58            |
| sesfluran    | 23            |

#### Anestetické plyny
- oxid dusný (N2O, rajský plyn) – je nejpoužívanějším plynným anestetikem. Jedná se o bezbarvý plyn nasládlé chuti. Láhve, v nichž je částečně v kapalném skupenství skladován, mají modrý pruh. Plyn má slabé anestetické a výraznější analgetické vlastnosti, nedráždí dýchací cesty. Je součástí nosné směsi pro prchavá anestetika. Dlouhodobé působení může vyvolat dřeňový útlum a poruchy imunity.
- cyklopropan – je potentním inhalačním anestetikem, ale pro svoji vysokou výbušnost byl prakticky opuštěn.
- kyslík (O2) – je nezbytnou součástí dýchací směsi. Je přechováván v tlakových lahvích s bílým pruhem při tlaku 15–20 MPa.
- helium (He) – je vzácný inertní plyn. Někdy bývá přidáván do dýchacích směsí ke zlepšení průtokových poměrů při obstrukční či spastické bronchopulmonální chorobě („ředí“ dýchací směs).

#### Prchavá (volatilní) anestetika
Jedná se o páry těkavých kapalin, které jsou zaváděny do dýchacích směsí. Pro přesné dávkování par těkavých anestetik byly vyvinuty speciální odpařovače:
- kvalitativní (pro každé anestetikum zvláštní odpařovač)
- kvantitativní (s možností nastavit požadovanou koncentraci par)
- termokompenzované (dávají konstantní koncentraci par při změnách okolní teploty)

Současná prchavá anestetika, která mají malou bezpečnostní šíři, tj. rozdíl mezi MAC (minimální alveolární koncentrace anestetika) a smrtelnou koncentrací LC, nelze bez takto konstruovaných odpařovačů bezpečně podávat.
Z dříve užívaných prchavých anestetik je možno uvést chlorethan, ethylen, divinylether, chloroform, trichlorethylen a methoxyfluran.
V zemích tzv. třetího světa se používá diethylether (býval ceněn pro svoji velkou bezpečnostní šíři a pro svalovou relaxaci, kterou navozoval).
- halotan (CF3CHClBr) – byl dlouhodobě nejrozšířenějším prchavým anestetikem, které se v současné době pro své nežádoucí účinky již dále nevyrábí. Byl syntetizován v roce 1951 a od roku 1955 je klinicky používán. Nedráždí dýchací cesty a snižuje jejich sekreci, poměrně příjemně voní a má bronchodilatační účinky. Snižuje srdeční frekvenci a sílu stahu. Způsobuje žilní a mírné tepenné rozšíření průsvitu. Výsledkem je pokles krevního tlaku. Po opakovaném podání byla popsána poškození jater (profesionální poškození samotných anesteziologů).

- enfluran (CHFCl-CF2-O-CHF2) a isofluran (CF3-CHCl-O-CHF2) – jsou isomery. Jedná se o stabilní sloučeniny s éterovou vazbou.
- sevofluran ((CF3)2CH-O-CH2F) – v současné době čím dál více používaný jako základní anestetikum. Limitací použití je hlavně vyšší cena.
- desfluran (CF3-CHF-O-CHF2) – liší se od isofluranu jen záměnou fluoru za chlor.

## Anestetika pro nitrožilní anestezii
Anestetikum se zavádí do žíly, odkud je krví zaneseno do cílového orgánu – mozku. Rychlý nástup anestezie je dán vysokým prokrvením mozkové tkáně. Rychlé probouzení je pak důsledkem přerozdělení anestetika nejdříve do tkáně svalové a sekundárně i do tkáně tukové (tzv. primární a sekundární odliv). Nejčastěji jsou nitrožilní anestetika užívána k vedení anestezie pro krátké operační či léčebné výkony.

### Nitrožilní anestetika

#### Barbituráty
- thiopental – Je nejpoužívanějším anestetickým barbiturátem na celém světě. Dodává se ve formě prachu. Ten se před užitím zředí do 2,5% roztoku, jehož doba skladování je maximálně 24 hodin. Má silné hypnotické účinky a malý analgetický efekt, je také silným antikonvulsivem, snižuje dýchání a snižuje srdeční sílu stahu, čímž navozuje pokles krevního tlaku. Absolutním zákazem jeho podání (kontraindikací) je porfyrie. Thiopental je široce užíván zejména k nitrožilnímu úvodu do celkové anestezie.

#### Imidazolové látky
- etomidát – je alternativou k thiopentalu, vhodný zejména pro vyšší věkové kategorie s kardiologickými komplikacemi.

#### Alkylované fenoly
- propofol – je také alternativou k thiopentalu, navíc nemá kumulační efekt (nehromadí se v tkáních).

#### Steroidy
- althesin – byl opuštěn pro vysoký výskyt vedlejších účinků.

#### Eugenoly
- propanidid – byl opuštěn pro vysoký výskyt vedlejších účinků.

#### Fencyklidiny
- ketamin – jako jediné nitrožilní anestetikum zvyšuje krevní tlak, je vhodné pro úvod do celkové anestezie u šokových stavů. Dále se aplikuje u rizikových nemocných, v dětské anesteziologii, při opakovaných operacích popálených a k analgezii na místě dopravních nehod. Anestezie pomocí ketaminu je nazývána disociativní anestezií, protože netlumí celou CNS, ale pouze brání korovému zpracování bolesti, tedy rozděluje (disociuje) mozkovou kůru od podkoří.

### Další podávaná léčiva
Z nitrožilních látek jsou pro účely celkové doplňované anestezie používána i další farmaka se sedativním nebo analgetickým účinkem, například:
- analgetika – jsou látky přírodní či syntetické s výrazným protibolestivým účinkem. Jedná se o morfin, což je přírodní alkaloid, který se využívá při pooperačních analgeziích. Od něj byla odvozena další opiátová analgetika (pethidin, kodein).
Pro peroperační analgezii (v průběhu operace) jsou využívána syntetická anestetika fentanyl, alfentanil, remifentanil a sufentanil.
Pro pooperační analgezii jsou indikovány buprenorfin, pentazocin a nalbuphin. Účinek analgetik je možné zrušit antidotem naloxonem.

- benzodiazepiny – jsou látky s výrazným anxiolytickým účinkem (proti úzkosti) a vedlejším efektem sedativním a hypnotickým. Navíc vyvolávají amnézii (zapomínání). Jsou používány před, při i po operaci. Patří sem diazepam a midazolam, jejich antidotem je flumazenil.

- neuroleptika – jsou látky, které vyvolávají stav potlačené spontánní pohyblivosti, nezájmu o okolí, potlačení afektivity a emocionality. Zachovávají centrální a míšní reflexy, stejně jako intelektuální funkce. V důsledku jejich působení se lze setkat s tzv. Ondinovým syndromem, tj. stavem, kdy nemocný při vědomí zapomene dýchat. Řadíme sem droperidol a haloperidol. Pro kombinaci analgetika fentanylu a neuroleptika droperidolu je zaveden termín neuroleptanestezie.

- fenothiaziny – podobají se neuroleptikům, mají sedativní účinek. Hlavními zástupci jsou chlorpromazin a promethazin. Nejčastější použití je ve fázi předoperační.

#### Svalová relaxancia
Jsou podávána k zajištění operačního výkonu a usnadnění umělé plicní ventilace během operace. Dle mechanismu účinku je dělíme na:
- depolarizující – vyvolávají trvalou depolarizaci nervosvalové ploténky obsazením acetylcholinového receptoru. Nejvíce se používá suxamethonium, jehož účinek je krátký. Nemá antidotum.

- nedepolarizující (kompetitivni inhibitory) – obsazují acetycholinový receptor, aniž depolarizují nervosvalovou ploténku. Nevyvolávají tedy na rozdíl od předešlé skupiny fascikulace (krátkodobé svalové záškuby). Antidotem je neostigmin. Patří sem tubokurarin, vekuronium, pipecuronium, allkuronium, pancuronium a atrakurium.

## Další způsoby podávání celkových anestetik

### Nitrosvalová anestezie
V současnosti je aplikována pouze v rámci disociativní anestezie ketaminem, většinou pro krátké výkony u dětí a popálených.

### Rektální anestezie
Je používána zřídka. Téměř výlučně se s ní setkáváme u dětských pacientů, nebo pro základní utlumení při diagnostických vyšetřeních (RTG, CT, MR) a radioterapii.

### Perorální anestezie
Byla zkoušena pomocí ketaminu. Pro děti byla vyrobena např. fentanylová lízátka.